# Trevor Edwards
Leonard Trevor Edwards (* 24. Januar 1937 in Penygraig; † 30. Mai 2024 in Queensland) war ein walisischer Fußballspieler. Als Verteidiger war er in den späten 1950er- und frühen 1960er-Jahren als Spieler von Charlton Athletic und Cardiff City (darunter drei Jahre in der höchsten englischen Spielklasse) bekannt. Darüber hinaus bestritt er zwei A-Länderspiele für Wales und war Teil des walisischen Kaders bei der WM-Endrunde 1958 in Schweden. Dort kam er jedoch in keinem der fünf Spiele zum Einsatz.

## Sportlicher Werdegang
Edwards wurde im Januar 1937 im südwalisischen Dorf Penygraig, Teil der Bergarbeiterregion Rhondda, geboren und zeigte sich in jungen Jahren gleichsam im Fußball als auch im Rugbysport talentiert. In beiden Sportarten schaffte er es in Regionalauswahlen, bevor die Wahl auf den Profifußball fiel. Er schloss sich im Jahr 1956 dem englischen Klub Charlton Athletic an, der in der ersten englischen Liga aktiv war. Von dort aus katapultierte er sich kurz nach seinem 20. Geburtstag in den Fokus der walisischen A-Nationalmannschaft und er debütierte am 10. April 1957 gegen Nordirland (0:0) in der British Home Championship. Gut ein Monat später folgte sein zweites Länderspiel, das gegen die DDR in der Qualifikation für die WM-Endrunde in Schweden mit 1:2 im Leipziger Zentralstadion verloren wurde. Dennoch qualifizierte sich Wales anschließend für das WM-Turnier und auch Edwards wurde in den walisischen Kader berufen. Dort kam er jedoch in keinem der letztlich fünf Spiele zum Einsatz, als Wales überraschend bis ins Viertelfinale vorzog und dort nur knapp dem späteren Weltmeister Brasilien mit 0:1 unterlag.
In der Folgezeit konnte Edwards kein weiteres A-Länderspiel mehr bestreiten; lediglich zwei Einsätze für die walisische U23-Auswahl gegen die schottische und englische Vertretung standen im Jahr 1958 noch zu Buche. Mit Cardiff spielte er ab der Saison 1957/58 nur noch in der zweithöchsten englischen Spielklasse und bis zu seinem Abgang im Jahr 1960 verfehlte er mit seinem Team den ersehnten Wiederaufstieg, darunter 1958 auf Platz 3 nur sehr knapp. Insgesamt bestritt er 64 Ligapartien für Charlton, bevor es ihn in die walisische Heimat zu Cardiff City zog, das selbst kurz vor in die erste englische Liga aufgestiegen war. Für die „Bluebirds“ bestritt er in den nächsten vier Jahren, darunter ab 1962 in der zweiten Liga, 64 Meisterschaftspartien und schoss drei Tore.
Kurz darauf wanderte Edwards nach Australien aus und er spielte dort zunächst für Sydney Hakoah und die Melita Eagles. Zum Anfang der 1970er-Jahre ließ er die aktive Laufbahn in New South Wales beim Club Marconi auslaufen. Dort gewann er im Jahr 1972 den Titel in der Division One, dem Vorläufer der regionalen New South Wales Premier League. Danach verblieb Edwards wohnhaft im australischen Bundesstaat Queensland und verstarb dort Ende Mai 2024 im Alter von 87 Jahren.